# Harvey Smith (Reiter)

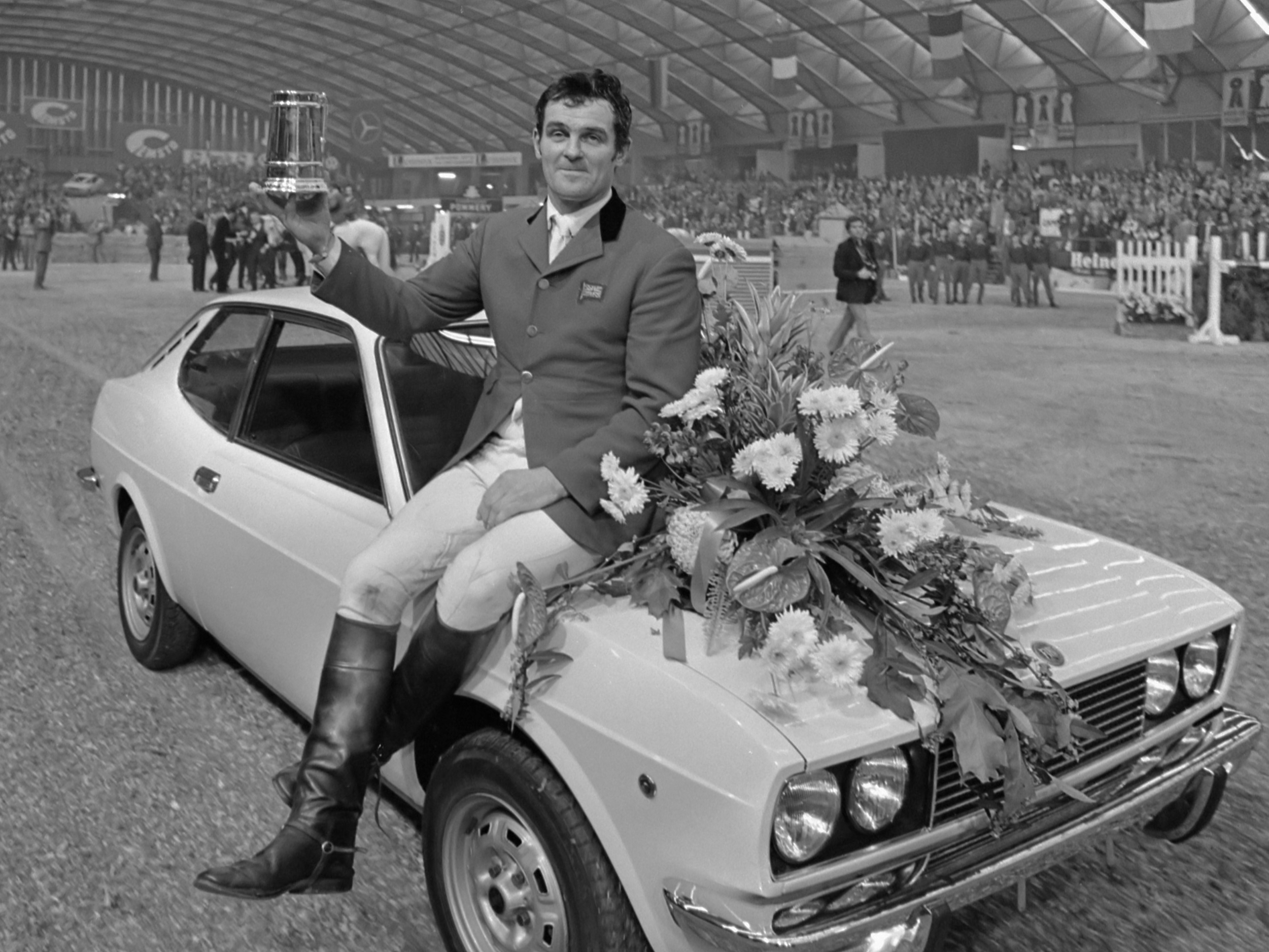
Harvey Smith (1974)

Harvey Smith (* 29. Dezember 1938 in Yorkshire) ist ein ehemaliger britischer Springreiter.

## Biografie
Harvey vertrat Großbritannien bei zwei Olympischen Spielen, er kam  weder 1968 (Mexiko) noch 1972 (München) in die Medaillenränge. Er ritt bei fünf Europameisterschaften und brachte jedes Mal eine Medaille nach Hause.
Im Jahr 1971 zeigte er den Punkterichtern die in Großbritannien beleidigende V-Geste (Handrücken nach außen), nachdem er auf Mattie Brown das Hickstead Derby gewonnen hatte. Dies führte dazu, dass er disqualifiziert wurde. Dagegen legte er Berufung ein und gewann. Er berief sich darauf ein Victory-Siegesgruß gezeigt zu haben.
1990 trat er aus dem Turniersport zurück und gründete mit seiner Frau und Trainerin Sue Smith, einer ehemaligen Springreiterin, ein Rennteam auf seiner Farm in Yorkshire.
Im April 2010 erhielt Harvey einen Lebenswerkpreis für seinen herausragenden Beitrag zum britischen Springreiten.

## Familie
Harvey Smith ist der Vater des Springreiters Robert Smith. Auch sein jüngerer Sohn Steven Smith war Springreiter, gewann 1984 bei den Olympischen Sommerspielen in Los Angeles die Silbermedaille mit der britischen Mannschaft.

## Erfolge
- Siegreich in über 50 Großen Preisen
- 1983, Europameisterschaften in Hickstead: Mannschafts-Silber
- 1977, Europameisterschaften in Wien: Mannschafts-Silber
- 1972, Olympische Spiele in München: repräsentierte Großbritannien
- 1971, Europameisterschaften in Aachen: Einzel-Silber (Mattie Brown)
- 1968, Olympische Spiele in Mexiko: repräsentierte Großbritannien
- 1967, Europameisterschaften in Rotterdam: Einzel-Silber (Harvester)
- 1963, Europameisterschaften in Rom: Einzel-Bronze (O' Malley)

## Nachweise
1. ↑  Peter Silverton: What the...? Sport loses its way in a four-letter moral maze. In: independent.co.uk. 5. April 2011, abgerufen am 11. Februar 2024 (englisch).
2. ↑  Harvey Smith, former top British showjumper. In: horseandhound.co.uk. 7. Mai 2010, abgerufen am 13. April 2023 (englisch).

| Personendaten    | Personendaten                             |
| ---------------- | ----------------------------------------- |
| NAME             | Smith, Harvey                             |
| KURZBESCHREIBUNG | britischer Springreiter und Pferdehändler |
| GEBURTSDATUM     | 29. Dezember 1938                         |
| GEBURTSORT       | Yorkshire                                 |